# Asila Mirzayorova
Asila Ubaydulla qizi Mirzayorova (* 3. Juli 1999 in Qarshi, Provinz Qashqadaryo, Usbekistan) ist eine usbekische paralympische Leichtathletin, spezialisiert auf den Weitsprung (Kategorie T11), und Mitglied der usbekischen Nationalmannschaft. Sie ist Olympiasiegerin der Sommer-Paralympics 2024. Sie war Silbermedaillengewinnerin bei den Sommer-Paralympics 2020 und Bronzemedaillengewinnerin bei den Para-Asiatischen Sommerspielen. Im Jahr 2023 gewann sie Gold bei den Para-Leichtathletik-Weltmeisterschaften.

## Leben
Asila wurde 1999 in Qarshi in der Provinz Qashqadaryo in Usbekistan geboren. Bis zu ihrem 15. Lebensjahr war sie absolut sehend und studierte Klavier an einer Musikschule. Nach einer Kopfverletzung erblindete sie und begann später, Sport zu treiben.
Im Jahr 2021 wurde ihr per Dekret des usbekischen Präsidenten Shavkat Mirziyoyev der Titel „Verdienter Sportler der Republik Usbekistan“ verliehen.

## Karriere
Im Jahr 2016 begann sie mit der paralympischen Leichtathletik unter der Leitung von Trainer Sardor Abdukhalikov. 2017 begann sie, an internationalen Wettkämpfen teilzunehmen. Im selben Jahr gewann sie die usbekische Para-Leichtathletik-Meisterschaft. Im selben Jahr gewann sie bei den Para-Asiatischen Spielen der Junioren die Goldmedaille im Weitsprung. Bei den Para-Asienspielen 2018 in Jakarta gewann sie im Weitsprung mit 4,47 Metern eine Bronzemedaille. Bei den IPC-Leichtathletik-Weltmeisterschaften 2019 in Dubai belegte sie mit 4,44 Metern den siebten Platz.
Im Jahr 2021 wurde ihr das Abzeichen „Uzbekiston belgisi“ („Zeichen von Usbekistan“) verliehen. 2021 gewann sie beim Großen Preis der Paralympischen Leichtathletik in Dubai eine Goldmedaille im Weitsprung. Bei den Paralympischen Sommerspielen in Tokio 2021 sprang sie im Weitsprungwettbewerb in der Kategorie T11 4,91 m weit und gewann damit die Silbermedaille.
Bei den Para-Leichtathletik-Weltmeisterschaften 2023 in Paris gewann sie die Goldmedaille im Weitsprungwettbewerb der Frauen in der Kategorie T11 mit einer Weite von 5,13 m. Mit diesem Ergebnis erreichte Asila Mirzayorova die Qualifikation für die Sommer-Paralympics 2024.